# 屋代忠興
屋代 忠興（やしろ ただおき）は、安房北条藩の第2代藩主。朝倉宣正の四男。
寛永4年（1627年）、先代藩主の屋代忠正の養嗣子となる。寛文2年（1662年）、養父の死去により跡を継ぐが、翌年正月6日に45歳で死去した。家督は甥で養嗣子の忠位が継いだ。